# Mathias Köpel
Mathias Köpel, uváděn též jako Mathias Köppl nebo Mathias Köpl, též ve variantě Matthias (18. července 1822 – 28. září 1901), byl rakouský politik německé národnosti z Čech, v 2. polovině 19. století poslanec Říšské rady.

## Život
Profesí byl rolníkem v Suchdole u Krumlova. V roce 1868 zastával funkci okresního starosty v Kaplici. Od roku 1877 byl členem okresní komise pro ocenění pozemků pro regulaci pozemkové daně. V roce 1875 byl uváděn jako statkář, bytem v Kaplici.
V 70. letech 19. století se zapojil i do vysoké politiky. V zemských volbách roku 1870 byl zvolen na Český zemský sněm v kurii venkovských obcí, obvod Kaplice, Nové Hrady, Vyšší Brod. Uspěl zde i v zemských volbách roku 1872 a zemských volbách roku 1878.
V roce 1878 se uvádí, že porazil ve volbách kandidáta německých liberálů (tzv. Ústavní strany). Původně ovšem sám náležel k německým liberálům.
Zasedal také coby poslanec Říšské rady (celostátní zákonodárný sbor), kam byl zvolen v doplňovacích volbách roku 1875 jako kandidát německých liberálů. Slib složil 5. února 1875. Zastupoval kurii venkovských obcí, obvod Krumlov, Kaplice, Jindřichův Hradec atd. Mandát obhájil v řádných volbách roku 1879. Na Říšské radě se v říjnu 1879 uvádí jako člen staroněmeckého Klubu liberálů (Club der Liberalen). Neúspěšně kandidoval ve volbách roku 1885, nyní za německé klerikály. Do Říšské rady se ještě snažil dostat i v doplňovacích volbách roku 1887. Českoněmecký liberální tisk ho tehdy označil za kandidáta Čechů a feudálů. V hlasování ho ale porazil Heinrich Hütter.